# Síbia superba
La síbia superba (Heterophasia pulchella) és un ocell de la família dels leiotríquids (Leiothrichidae).

## Hàbitat i distribució
Habita els boscos dels Himàlaies a l'est de l'Índia al sud d'Arunachal Pradesh, muntanyes Khasi i Cachar i Nagaland, sud-est del Tibet, nord-est de Myanmar i sud-oest de la Xina al nord-oest de Yunnan.